# Association of the European Heating Industry
Die Association of the European Heating Industry (EHI) ist der Branchenverband der europäischen Heizungsindustrie mit Sitz in Brüssel. Der Verband ging 2002 aus der Fusion der Fachverbände für Heizungsbrenner (CEB), Kessel (EBA) und Gas-Wasser-Heizer (AFECI) hervor und setzt sich heute aus 40 großen Unternehmen der Heizungsindustrie, 13 nationalen Verbänden und dem Schweizer EU-ray als europäischem Fachverband für Flächenheizungen zusammen. EHI vertritt damit 90 % des europäischen Marktes für Wärme- und Heißwassererzeuger, Heizungsregeltechnik und Wärmestrahler (Heizkörper und Fußbodenheizungen). Die operative Arbeit wird durch das Sekretariat unter Secretary General Federica Sabbati sowie in den 13 Fachbereichen (Departments) durch Vertreter der Mitglieder geleistet.
Der Verband vertritt seine Ziele sowie die Interessen seiner Mitglieder hinsichtlich Energieeffizienz, Verbraucherinformation, Umwelt- und Klimaschutz und Produktstandardisierung gegenüber der EU-Kommission und anderen Organen der EU und den nationalen Gesetzgebern und ist in verschiedenen Normungsgremien aktiv. Darüber hinaus vertritt der diese Interessen auch gegenüber den Medien, mit Workshops, auf Konferenzen und Messen und anderen Veranstaltungen, auch außerhalb Europas. Ein besonderer Schwerpunkt ist der Erfahrungsaustausch, die Diskussion gemeinsamer Normen und die Zusammenarbeit mit China im Rahmen der European Union Chamber of Commerce in China.
Die Association of the European Heating Industry ist unter Nr. 95685068542-71 im Europäischen Transparenzregister eingetragen.
Im EHI sind aus dem deutschsprachigen Raum u. a. folgende nationalen Verbände Mitglied:
- Bundesverband der Deutschen Heizungsindustrie (BDH)
- Vereinigung Österreichischer Kessellieferanten (VÖK)
- GebäudeKlima Schweiz (GKS)